# A Turma da Pilantragem
A Turma da Pilantragem foi um grupo musical surgido no movimento cultural brasileiro denominado Pilantragem, em fins da década de 1960. Foi formado por Nonato Buzar em 1968.
No início do movimento Buzar não acreditava que a ideia da Pilantragem pudesse dar certo, e até ofereceu a sua parte na parceria de Carango, música composta com Imperial, por "100 contos". Imperial, contudo, conseguiu convencê-lo a não fazer isso. Finalmente, a música estourou nas paradas de sucesso e Buzar transformou-se num dos grande promotores e compositores do gênero, emplacando sucessos como Uni-du-ni-tê e Vesti azul.
Em 1968, o trio gravou um LP, Pilantrália com Carlos Imperial e a turma da pesada.

## A Turma da Pilantragem
Definitivamente convencido pela arrecadação dos direitos autorais de que a Pilantragem era, enfim, uma boa coisa, Nonato Buzar montou seu próprio grupo em 1968, A Turma da Pilantragem. Ao seu lado, Pedrinho Rodrigues, Cassiano, Edinho Trindade, Nelsinho da Mangueira, Alda Regina e Regininha, entre outros. O grupo lançou um LP homônimo em 1968 (A Turma da Pilantragem). Em 1969, após algumas trocas de componentes, o grupo gravou um segundo LP (também homônimo) e um A Turma da Pilantragem Internacional. Em 1970, o grupo se dissolveu.

## Integrantes
- Formação original (1968):
  - Pedrinho Rodrigues: saiu em 1969
  - Cassiano: saiu em 1969
  - Edinho Trindade: voz
  - Amaro: saiu em 1969
  - Camarão: voz
  - Alda Regina: saiu em 1969
  - Nelsinho da Mangueira: saiu em 1969
  - Rui Felipe: saiu em 1969
  - Regininha: voz
- Nova formação (1969-70):
  - José Roberto Bertrami: piano
  - Alex Malheiros: baixo
  - Vitor Manga: bateria
  - Fredera: guitarra
  - Márcio Montarroyos: trompete
  - Ion: saxofone
  - Raul de Souza: trombone
  - Tartaruguinha: percussão
  - Dorinha Tapajós: voz
  - Málu Ballona: voz
  - Regininha: voz
  - Camarão: voz
  - Edinho Trindade: voz

## Discografia
| Nome                                 | Ano  | Selo            | Mídia |
| ------------------------------------ | ---- | --------------- | ----- |
| A Turma da Pilantragem               | 1968 | Philips Records | LP    |
| A Turma da Pilantragem               | 1969 | Philips Records | LP    |
| A Turma da Pilantragem Internacional | 1969 | Philips Records | LP    |